# جزيرة كيموجان
جزيرة كيموجان وهي جزيرة من جزر إندونيسيا، وتقع ضمن جزر كاريمون جاوة في إقليم جاوة الوسطى.